# Callitomis phaeososma
Callitomis phaeososma är en fjärilsart som beskrevs av George Francis Hampson 1914. Callitomis phaeososma ingår i släktet Callitomis och familjen björnspinnare. Inga underarter finns listade i Catalogue of Life.